# Тромсё (футбольный клуб)
«Тро́мсё» (норв. Tromsø Idrettslag) — норвежский футбольный клуб из одноимённого города, выступающий в Элитсерии. Образован 15 сентября 1920 года. Домашние матчи проводит на стадионе «Алфхейм», вмещающем 6 859 зрителей. «Тромсё» является самым северным футбольным клубом в мире, играющем на высшем уровне.

## История клуба

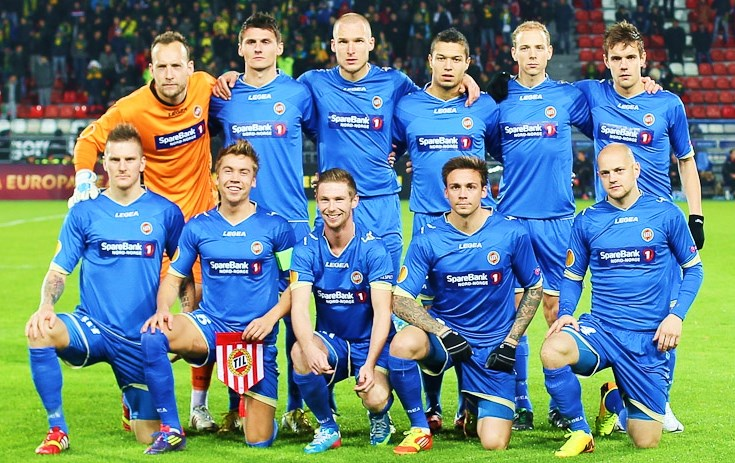
«Тромсё» в 2013 году

Одноимённый футбольный клуб в Тромсё был основан в 1920 году, но большую часть своей истории провел в самых низших дивизионах норвежского футбола. Только через десять лет после войны «Тромсё» познакомился с третьим дивизионом Норвегии, в семидесятые впервые поднялся в дивизион второй. Наконец, в 1986 году клуб дебютировал в высшей лиге — и с тех пор лишь один сезон провёл вне элиты. На данный момент «Тромсё» является самым северным клубом из всех, представляющих высший дивизион своей страны.
Уже в дебютном сезоне в высшей лиге «Тромсё» не остался без титула. Не чемпионского, конечно — первым трофеем в истории клуба стал Кубок, выигранный в финале у «Лиллестрёма». В последующую пятилетку северяне по разу занимали второе и третье место… Но мировую известность получили благодаря одному курьёзному эпизоду. В матче «Тромсё» против «Согндала» 1988 года голкипер Бьярте Флем пытался кинуть мяч на ход защитнику, но случайно забросил игровой снаряд в свои ворота. К несчастью для вратаря, матч транслировался в прямом эфире, а в ближайшие недели видео со злосчастным автоголом посмотрели во всём мире. Резонанс был настолько большой, что само имя «Бьярте Флем» стало в Норвегии символом глупой вратарской ошибки.
Проведя несколько успешных сезонов после повышения в классе, «Тромсё» стал обычным середняком Типпелиген. С 1991 и по 2004 годы среди достижений команды был лишь ещё один выигранный Кубок. Но в последние годы самый северный клуб мира переживает хорошие времена. В 2005 году норвежцы впервые в своей истории пробились в группу Кубка УЕФА, выбив в квалификации «Галатасарай», а после сумели одолеть «Црвену Звезду». Чуть позже пошли успехи и в чемпионате: из последних четырёх сезонов «Тромсё» три заканчивал в призах (дважды бронзовые медали (2008, 2010), один раз серебряные медали (2011). По итогам сезона 2013 клуб неожиданно занял место в зоне вылета и покинул Типпелиген.

## Стадион

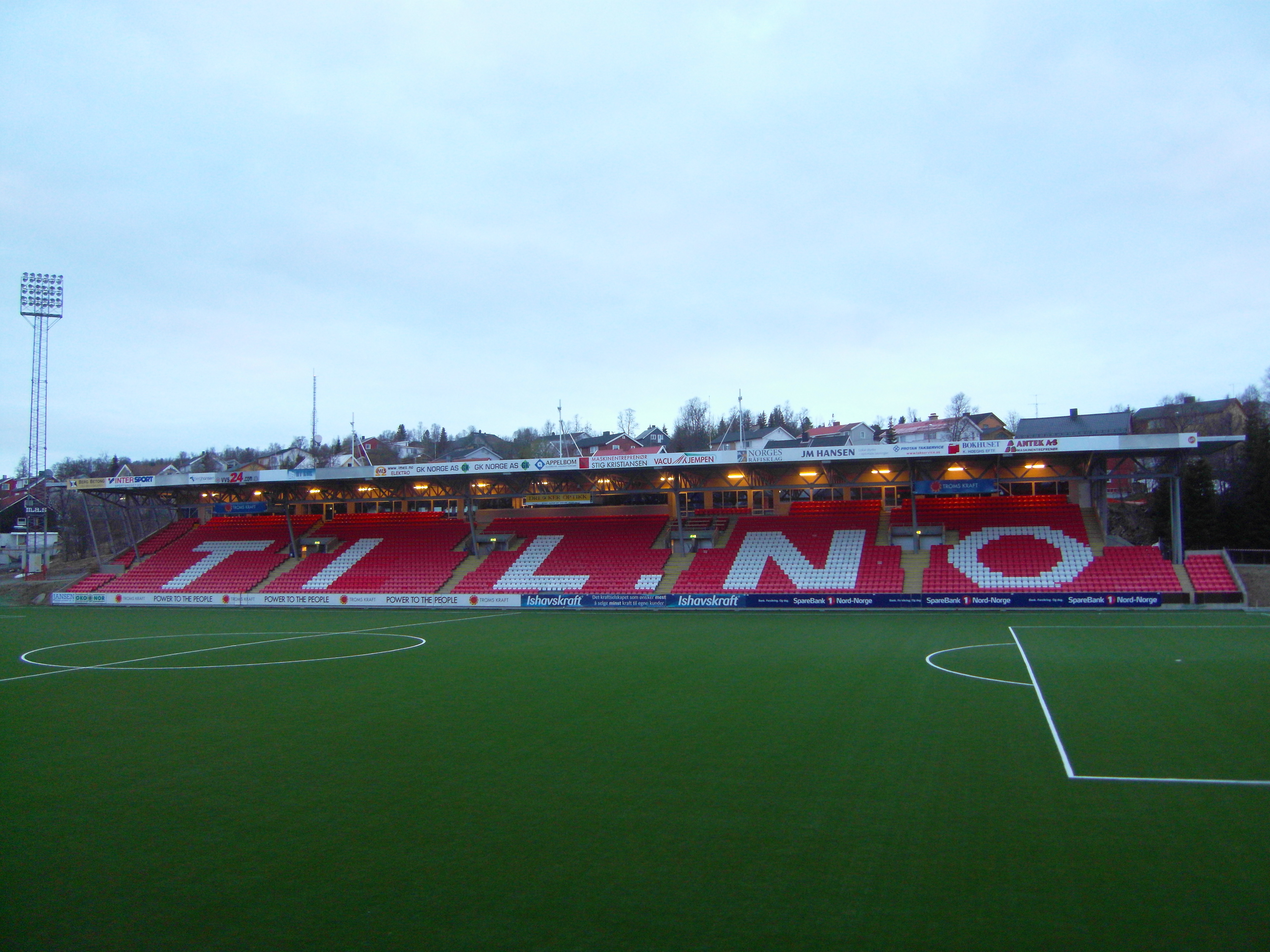
Западная трибуна стадиона «Алфхейм»

Домашние матчи «Тромсё» проводит на стадионе «Алфхейм», который вмещает 6 859 зрителей. Официальное открытие стадиона состоялось 18 июля 1987 году, рекорд посещаемости на стадионе был зафиксирован в 1990 году, тогда на матч против «Русенборга» пришло 10 225 человек. Игровое поле размером 105×68 метров выполнено из искусственного покрытия, освещение 1 400 люкс. «Алфхейм» — это самый северный стадион норвежской премьер-лиги, на нём расположены многочисленные офисы, рестораны, магазины и конференц-залы, на самом стадионе есть 26 отдельных ВИП-лож.

## Достижения
- Чемпионат Норвегии:
  - Серебряный призёр (2): 1990, 2011
  - Бронзовый призёр (3): 1989, 2008, 2010

- Кубок Норвегии:
  - Обладатель (2): 1986, 1996

- Кубок северной Норвегии:
  - Обладатель (3): 1931, 1949, 1956
  - Финалист (2): 1937, 1952

## «Тромсё» в еврокубках
| Сезон   | Турнир          | Раунд    | Соперник                       | 1 матч | 2 матч         |
| ------- | --------------- | -------- | ------------------------------ | ------ | -------------- |
| 1987/88 | Кубок кубков    | 1Р       | «Сент-Миррен» Пейсли           | 0:1    | 0:0            |
| 1991/92 | Кубок УЕФА      | 2Кв      | «Сваровски-Тироль» Инсбрук     | 1:2    | 1:1            |
| 1995    | Кубок Интертото | Группа 3 | «Арау» Арау                    |        | 2:2            |
|         |                 |          | «ХБ Торсхавн» Торсхавн         | 10:0   |                |
|         |                 |          | «Университатя» Клуж-Напока     |        | 1:0            |
|         |                 |          | «Жерминаль Беерсхот» Антверпен | 0:2    |                |
| 1997/98 | Кубок кубков    | 1Р       | «Загреб» Загреб                | 2:3    | 4:2            |
|         |                 | 2Р       | «Челси» Лондон                 | 3:2    | 1:7            |
| 2005/06 | Кубок УЕФА      | 2Кв      | «Эсбьерг» Эсбьерг              | 1:0    | 0:1 (пен. 3:2) |
|         |                 | 1Р       | «Галатасарай» Стамбул          | 1:0    | 1:1            |
|         |                 | Группа Е | «Рома» Рим                     | 1:2    |                |
|         |                 |          | «Страсбур» Страсбург           |        | 0:2            |
|         |                 |          | «Црвена Звезда» Белград        | 3:1    |                |
|         |                 |          | «Базель» Базель                |        | 3:4            |
| 2009/10 | Лига Европы     | 2Кв      | «Динамо» Минск                 | 0:0    | 4:1            |
|         |                 | 3Кв      | «Славен Белупо» Копривница     | 2:1    | 2:0            |
|         |                 | Плей-офф | «Атлетик» Бильбао              | 2:3    | 1:1            |
| 2011/12 | Лига Европы     | 1Кв      | «Даугава» Даугавпилс           | 5:0    | 2:1            |
|         |                 | 2Кв      | «Пакш» Пакш                    | 1:1    | 0:3            |
| 2012/13 | Лига Европы     | 2Кв      | «Олимпия» Любляна              | 0 : 0  | 0:0 (д.в. 1:0) |
|         |                 | 3Кв      | «Металлург» Донецк             | 1:1    | 1:0            |
|         |                 | Плей-офф | «Партизан» Белград             | 3:2    | 0:1            |
| 2013/14 | Лига Европы     | 1Кв      | «Целе» Целе                    | 1:2    | 2:0            |
|         |                 | 2Кв      | «Интер» Баку                   | 2:0    | 0:1            |
|         |                 | 3Кв      | «Дифферданж» Дифферданж        | 1:0    | 0:1 (пен. 4:3) |
|         |                 | Плей-офф | «Бешикташ» Стамбул             | 2:1    | 0:2            |
|         |                 | Группа К | «Тоттенхэм» Лондон             | 0:3    | 0:2            |
|         |                 |          | «Шериф» Тирасполь              | 1:1    | 0:2            |
|         |                 |          | «Анжи» Махачкала               | 0:1    | 0:1            |
| 2014/15 | Лига Европы     | 1Кв      | «Сантос» Тарту                 | 7:0    | 6:1            |
|         |                 | 2Кв      | «Викингур» Гота                | 0:0    | 1:2            |

- Домашние игры выделены жирным шрифтом